# دوري كرة القدم السلوفيني الدرجة الثالثة 1997–98
دوري كرة القدم السلوفيني الدرجة الثالثة 1997–1998 هو الموسم السادس من دوري كرة القدم السلوفيني الدرجة الثالثة، وهو ثالث أعلى مستوى في نظام كرة القدم السلوفيني.
فاز في الدوري نادي تابور سيجانا (غرب) ونادي بوهورج [الإنجليزية] (شرق).